# یولو
یولو (به چینی: 热辣滚烫) (انگلیسی: YOLO) یک فیلم کمدی-درام چینی محصول سال ۲۰۲۴ به کارگردانی و بازی جیا لینگ است. این فیلم اقتباسی کمدی از فیلم ژاپنی عشق ۱۰۰ ینی محصول ۲۰۱۴ می‌باشد، فیلم داستان دو لیینگ را روایت می‌کند که سال‌ها در خانه مانده است و پس از ملاقات با مربی بوکس هائو کان، او بر چالش‌های بعدی غلبه کرد و زندگی جدیدی را آغاز می‌کند.
یولو با فروش ۴۷۹٫۴ میلیون دلاری در سراسر جهان، (تا ۸ آوریل ۲۰۲۴) دومین فیلم پرفروش سال ۲۰۲۴ و پرفروش‌ترین فیلم چینی در سال ۲۰۲۴ شد. 

## تولید
فیلمبرداری این فیلم در اواخر سپتامبر ۲۰۲۲ در گوانگ‌ژو آغاز شد و در نوامبر ۲۰۲۳ به پایان رسید.
به گفته جیا لینگ، فیلمبرداری این فیلم بیش از یک سال طول کشید زیرا پنج بار فیلمبرداری شد. همچنین، او بیش از ۵۰ کیلوگرم (۱۱۰ پوند) از دست داد تا به شکلی درآید که «شبیه یک بوکسور» شود.

## بازخوردها
نوئل دانفلد، نمایشنامه نویس هالیوود، لس آنجلس، گفت که این کمدی هیجان انگیز است و ویژگی‌هایی را در بر می‌گیرد که می‌تواند موانع زبانی را پشت سر بگذارد و مخاطبان فرهنگ‌های مختلف را تحت تأثیر قرار دهد.

## توضیحات
یولو (YOLO) این عبارت مخفف چهار کلمه You Only Live Once بوده و به معنی آن است که: «شما فقط یک بار زندگی می‌کنید».